# Westminsteri rendszer

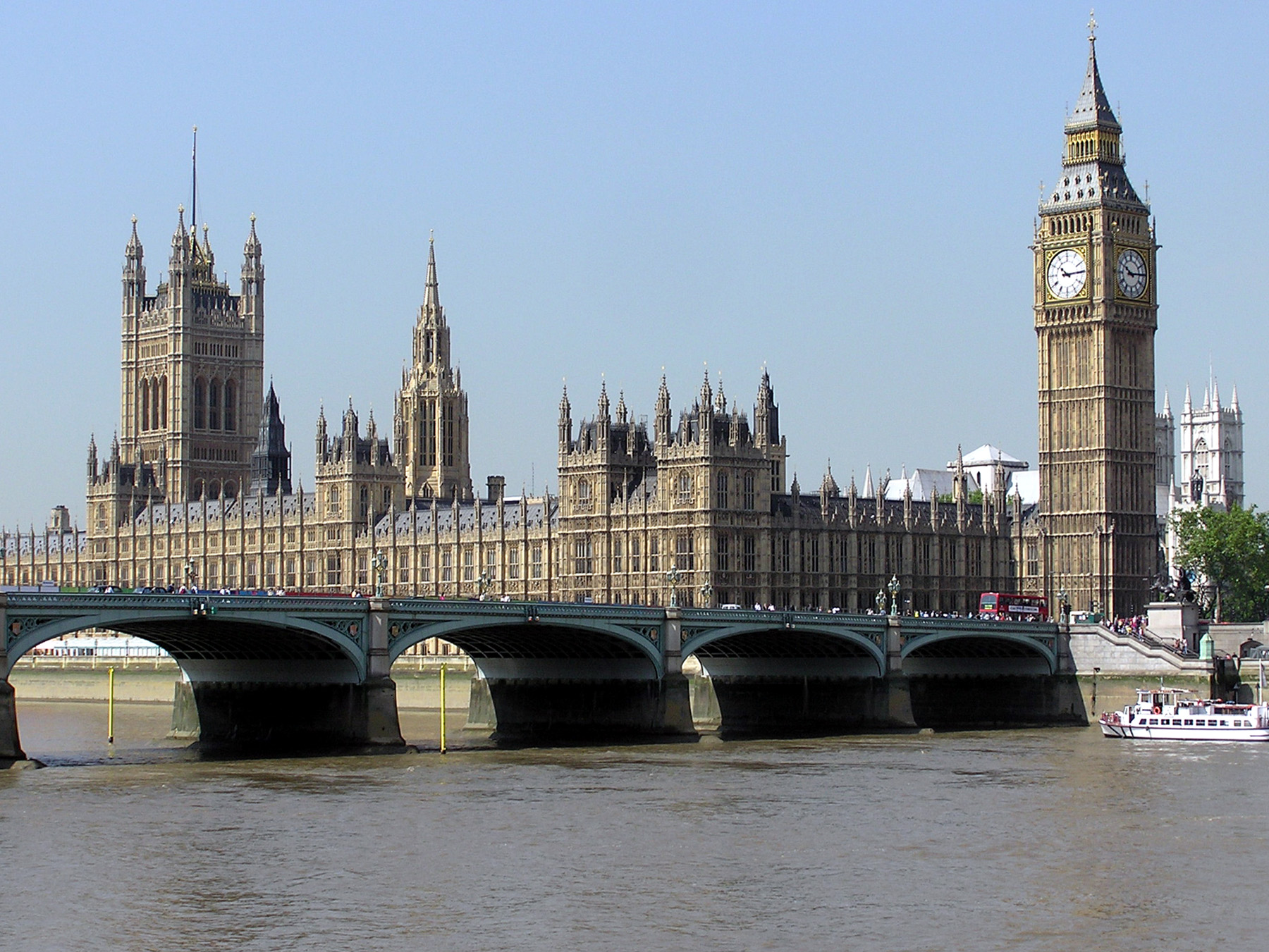
Az Egyesült Királyság parlamentje a londoni Westminster-palotában

A westminsteri rendszer a kormányzás olyan parlamentáris rendszere, amelynek modellje Nagy-Britannia és Észak-Írország Egyesült Királyságában alakult ki. Nevét a Westminster-palotáról kapta, amely a brit parlament székhelye.
A rendszer a törvényhozás folyamataiból áll. A Nemzetközösség azon nemzeti vagy alacsonyabb szintű törvényhozásainak többségében alkalmazták, vagy még ma is alkalmazzák, amelyek felelős kormányt kaptak.
Először 1848-ban a kanadai tartományok kaptak ilyet, majd 1855 és 1890 között a hat ausztrál gyarmat. Egyes korábbi gyarmatok azonban azóta vagy az elnöki rendszerre tértek át (mint például Nigéria), vagy vegyes kormányzati rendszerre (mint Dél-Afrika).

## Jellemzői
Egy westminsteri típusú kormányzati rendszer a következő jegyekkel rendelkezhet:
- Uralkodó vagy államfő, aki névlegesen vagy jogilag és alkotmányosan végrehajtó hatalom birtokosa, és többféle számára fenntartott hatalommal rendelkezik, de napi tevékenysége jórészt ceremoniális feladatok ellátásából áll. A példák közé tartozik III. Károly brit király, a Nemzetközösségi királyságok főkormányzói, sok államban az elnökök, illetve a szövetségi államokban a tagállamok vagy tartományok kormányzói. Kivétel például Írország és Izrael, ahol az elnök jogállása de jure és de facto ceremoniális. Az utóbbinak semmilyen fenntartott hatalma nincs.
- Kormányfő (illetve a végrehajtó testület feje), miniszterelnök (angolul prime minister, rövidítve PM, vagy premier) vagy első miniszter néven. A kormányfőt az államfő nevezi ki, de az alkotmányos szokás, hogy a kinevezettnek élveznie kell a megválasztott parlamenti képviselők többségének a támogatását.[6] Ha képviselők ugyanahhoz a párthoz tartoznak, akkor tipikusan ennek a pártnak a parlamenti vezetőjét nevezik ki kormányfőnek.[6] Kivételt megint Izrael jelentett, ahol 1996-ban, 1999-ben és 2001-ben is közvetlenül választottak miniszterelnököt.
- A kormányfő vezette, általában a törvényhozás tagjaiból álló végrehajtó hatalom. Ennek vezető tagjai alkotják a kabinetet, amely a kollektív kabinetfelelősség alapján működik.
- Független, nem pártalapú köztisztviselet, amely tanácsadói, illetve végrehajtó szerepet tölt be. A köztisztviselők állandó megbízatással dolgoznak, érdem alapon választják ki őket, és kormányváltozásokkor sem kell a foglalkoztatásuk megszakításától tartaniuk.[7]
- Parlamenti ellenzék, többpártrendszerben, vezetővel.
- Törvényhozás, gyakran kétkamarás, legalább egy házzal, amelyeknek a tagjait választókerületben egyszerű többségi rendszerben választják (first-past-the-post, FPTP), vagyis a legtöbb szavazatot kapó jelölt nyeri a mandátumot. Ettől eltérő rendszer, amikor országos szavazás alapján arányosan osztják el a mandátumokat. Kivételek Új-Zéland, ahol 1993-ban vegyes arányos választási rendszerre tértek át, Izrael, ahol mindig az országos rendszert alkalmazták, és Ausztrália, ahol preferenciális szavazás van.
- Parlamenti alsóház, amely képes megbuktatni a kormányt, több módon is. Megfoszthatja a finanszírozástól (visszautasítva a költségvetést), bizalmatlansági indítvánnyal, vagy bizalmi indítvány leszavazásával.
- Parlament, amelyet fel lehet oszlatni, és így bármikor sor kerülhet előrehozott választásokra.
- Parlamenti immunitás, amely megengedi a törvényhozásnak, hogy bármely ügyet megtárgyaljon, anélkül, hogy a képviselőknek rágalmazási eljárástól kelljen tartaniuk.
- Jegyzőkönyv az ülésekről (gyakran Hansard néven), amelyek akár parlamenti vita alapjául is szolgálhatnak.
- Bíróságok, amelyek a szokásjog alapján kezelhetik a parlament által kodifikált törvények hiányosságait és ellentmondásait. Létezett egy másik párhuzamos, méltányossági alapú jogelvi rendszer is, amelyet a Kancellária Bíróság (angolul Court of Chancery) kezelt, ez azonban jórészt beolvadt a szokásjogba, illetve írott joggá vált. Kivételek: egyebek közt India, a kanadai Quebec, illetve Skócia és mások vegyítik a szokásjogot más jogi rendszerekkel.

A westminsteri rendszer eljárásainak jó része az Egyesült Királyság parlamentje konvencióin, gyakorlatain és precedensein alapul, amelyek az Egyesült Királyság alkotmánya néven ismert jogszabályhalmaz részét képezik. Formális, kodifikált brit alkotmány nem létezik, a westminsteri rendszert használó államok azonban többnyire alkotmányban kodifikálták a rendszert, legalábbis részben.
A legtöbb westminsteri rendszerű országban továbbra is jelentős szerepet játszanak nem kodifikált konvenciók, gyakorlatok és precedensek, hiszen a legtöbb alkotmány nem foglalkozik az eljárások részletes leírásával. Például vannak olyan régebbi alkotmányok, amelyek nem említik a kormánykabinetet, vagy a miniszterelnököt, mert szerzőik a létezésüket magától értetődőnek vették. Néha a konvenciók, fenntartott dolgok és egyéb tényezők válság idején összeütközésbe kerülnek, és ilyenkor mérlegre kerülnek a westminsteri rendszereknek az íratlan elemeikből eredő gyengeségei, illetve a hajlékonyságuk adta előnyei. Híres ilyen eset volt, amikor az 1975-ös ausztrál alkotmányos válság során Sir John Kerr főkormányzó fenntartott jogaira hivatkozva menesztette Gough Whitlam miniszterelnököt és az ellenzéki vezér Malcolm Frasert nevezte ki helyette.

## Fordítás
Ez a szócikk részben vagy egészben  a   Westminster system című angol Wikipédia-szócikk ezen változatának fordításán alapul.  Az eredeti cikk szerkesztőit annak laptörténete sorolja fel. Ez a jelzés csupán a megfogalmazás eredetét és a szerzői jogokat jelzi, nem szolgál a cikkben szereplő információk forrásmegjelöléseként.